# Michal Březina
Michal Březina (* 30. März 1990 in Brünn, Tschechoslowakei) ist ein ehemaliger tschechischer Eiskunstläufer, der im Einzellauf startete.

## Persönliches
Er ist seit 2017 mit der Eiskunstläuferin Danielle Montalbano verheiratet.

## Werdegang
Březina begann sich nach den Olympischen Spielen 1998 für Eishockey zu interessieren. Sein Vater, früher selbst Eiskunstläufer, riet zum Eiskunstlauf. Nach einem halben Jahr Eishockeytraining wechselte er zum Eiskunstlaufen.
Im Alter von zwölf Jahren stand Březina seinen ersten dreifachen Salchow, mit 15 Jahren seinen ersten dreifachen Axel, den er als seinen Lieblingssprung bezeichnet. Březina trainiert die meiste Zeit in seiner Heimatstadt Brünn, aber auch einige Zeit in Oberstdorf. Als Vorbilder gibt er Jozef Sabovčík und Jeffrey Buttle an. Seine sechs Jahre jüngere Schwester Eliška ist ebenfalls eine bekannte Eiskunstläuferin.

### Aufstieg in die Weltspitze
Sein erster internationaler Erfolg war der Gewinn der Nebelhorn Trophy 2007, vor seinem Landsmann und Titelverteidiger Tomáš Verner. Im Jahr 2008 wurde er hinter Verner Zweiter bei den tschechischen Meisterschaften, 2010 dann tschechischer Meister vor ihm. 2009 wurde er hinter Adam Rippon Zweiter bei der Juniorenweltmeisterschaft. Das Jahr 2010 bedeutete für Březina den Durchbruch im Seniorenbereich. Zu Beginn des Jahres wurde er bei der Europameisterschaft in Tallinn Vierter. Wenige Wochen danach bestritt er in Vancouver seine ersten Olympischen Spiele und wurde Zehnter. Bei der Weltmeisterschaft in Turin, seinem Debüt bei Weltmeisterschaften, erreichte er mit dem vierten Platz seinen bislang größten Erfolg.

### Saison 2010/11
Březina musste die geplanten Grand-Prix-Wettbewerbe zu Beginn der Saison 2010/11 aufgrund einer Operation einer Krampfader im Bauchbereich absagen. Bei den tschechischen Meisterschaften Mitte Dezember trat er wieder an, konnte seinen Titel gegen Tomáš Verner aber nicht verteidigen.
Die Europameisterschaft 2011 in Bern beendete er auf dem achten Platz.
Bei der Weltmeisterschaft in Moskau lag Březina nach dem Kurzprogramm auf dem siebten Rang. Er hatte keinen Vierfachsprung, dafür aber eine leicht überrotierte Dreifach-Flip-Dreifach-Toeloop-Kombination und einen dreifachen Axel gezeigt. Er startete in seine anspruchsvolle Kür mit einem vierfachen Toeloop und einem vierfachen Salchow (seinen ersten Vierfachsprüngen im Wettbewerb überhaupt), stürzte aber zum Ende seiner Kür beim dreifachen Flip und dreifachen Lutz. Damit vergab er die Chance auf seine erste WM-Medaille und wurde wie schon im Vorjahr Vierter.
Saison 2011/12

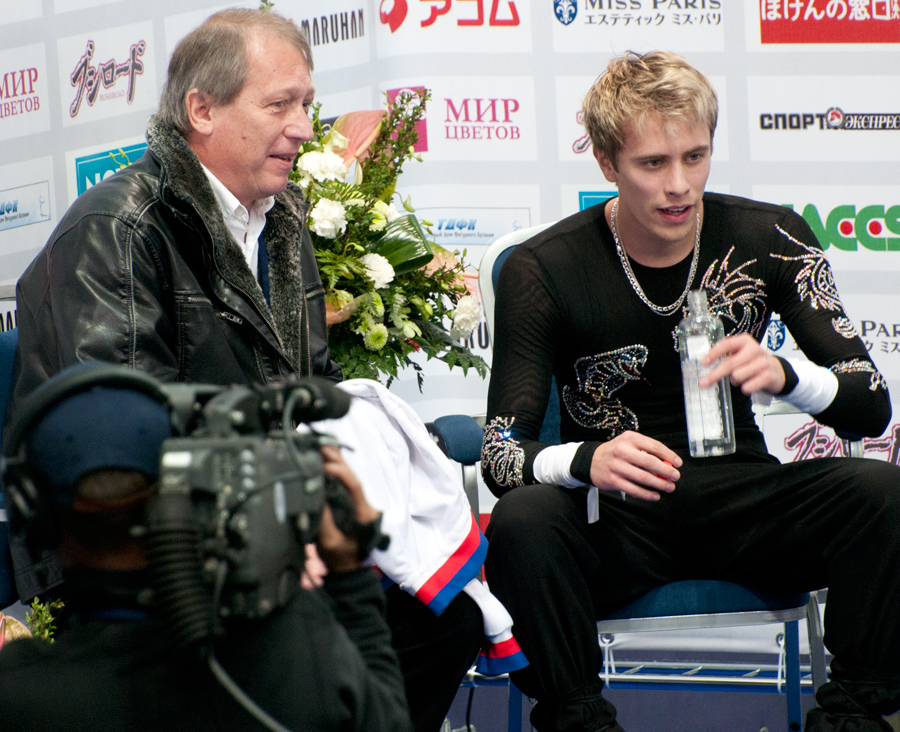
Michal Březina beim Cup of Russia 2011 mit Trainer Petr Starec

Beim internationalen Grand-Prix-Wettbewerb Skate America gewann Brezina 2011 den Titel, nachdem er das Kurzprogramm mit großem Vorsprung dominiert hatte und so trotz Fehlern in der Kür noch die höchste Gesamtwertung erzielen konnte. Sein erstes Grand-Prix-Finale beendete Březina auf dem sechsten Platz.
Die tschechischen Meisterschaften beendete Březina hinter Tomáš Verner.
Bei der Europameisterschaft wurde er Vierter.
Bei der Weltmeisterschaft in Nizza lag er nach dem Kurzprogramm mit persönlicher Bestleistung von 87,67 Punkten auf dem zweiten Rang, keine zwei Punkte hinter Patrick Chan. Er zeigte an seinem Geburtstag unter anderem einen sauberen vierfachen Salchow und bekam für Pirouetten und Fußarbeit ausschließlich Level-4-Bewertungen. Seine gute Ausgangslage konnte er jedoch nicht nutzen. In der Kür machte er zahlreiche Fehler, so bei seinen beiden Vierfachsprüngen und der Dreifach-Axel-Dreifach-Toeloop-Kombination. Am Ende reichte es noch zum sechsten Platz.
Nach der Saison ging Březina in die USA, um von nun an bei Wiktor Petrenko in Hackensack trainieren zu können.

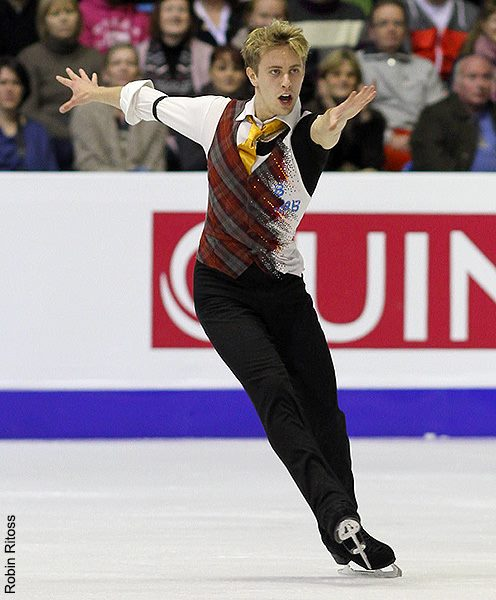
Březina bei der EM 2013

### Saison 2012/13
Die Grand-Prix-Serie der Saison eröffnete Březina mit einem sechsten Platz bei Skate America. Bei seinem zweiten Wettbewerb, dem Cup of Russia, errang er die Bronzemedaille, konnte sich damit aber nicht mehr für das Grand-Prix-Finale qualifizieren. Die tschechischen Meisterschaften sagte er aufgrund von Fieber ab.
Bei der Europameisterschaft in Zagreb gewann Březina mit Bronze seine erste Medaille bei Europameisterschaften, obwohl er sich im Training die Schulter ausgekugelt hatte.
Die Weltmeisterschaft beendete er nach einer fehlerhaften Kür lediglich auf dem zehnten Platz.

### Saison 2013/14
Bei der Europameisterschaft wurde Březina zum dritten Mal in seiner Karriere Vierter.
Seine zweiten Olympischen Spiele beendete der Tscheche wie schon vier Jahre zuvor auf dem zehnten Platz.
Von der Weltmeisterschaft musste er sich nach dem Kurzprogramm aufgrund einer Fußgelenksverletzung zurückziehen.
Nach der Saison entschied sich Březina die USA und Trainer Wiktor Petrenko wieder zu verlassen und zu Karel Fajfr nach Oberstdorf zurückzukehren. Als Motiv gab er finanzielle Gründe an. So bezahlte der Verband die hohen Trainingskosten in den USA nur für die zwei vorolympischen Jahre.

### Saison 2014/15
Bei der Europameisterschaft verpasste Březina mit Platz fünf einmal mehr eine Medaille.
Die Weltmeisterschaft beendete er auf dem 15. Platz. Besondere Schwierigkeiten hatte er erneut damit, seine geplanten vierfachen Salchows zu stehen.

### Saison 2015/16
Bei der Europameisterschaft in Bratislava rangierte Březina nach dem Kurzprogramm auf dem dritten Platz, obwohl er beim vierfachen Salchow stürzte. Bei seiner Kür stürzte er bei beiden Versuchen des vierfachen Salchows, weitere Fehler bei den übrigen Sprüngen folgten. Diese Kür ließ ihn am Ende auf den zehnten Platz zurückfallen, was sein schlechtestes EM-Ergebnis seit 2009 bedeutete.
Bei der Weltmeisterschaft in Boston stürzte er im Kurzprogramm und in der Kür bei seinen Versuchen, einen vierfachen Salchow zu springen. Am Ende reichte es mit dem neunten Platz knapp zu einem einstelligen Ergebnis.

## Ergebnisse
| Meisterschaft / Jahr           | 2007  | 2008  | 2009  | 2010  | 2011  | 2012  | 2013  | 2014  | 2015  | 2016  | 2017  | 2018  | 2019  | 2020  | 2021  | 2022  |
| ------------------------------ | ----- | ----- | ----- | ----- | ----- | ----- | ----- | ----- | ----- | ----- | ----- | ----- | ----- | ----- | ----- | ----- |
| Olympische Winterspiele        |       |       |       | 10.   |       |       |       | 10.   |       |       |       | 16.   |       |       |       | 25.   |
| Weltmeisterschaften            |       |       |       | 4.    | 4.    | 6.    | 10.   | 24.   | 15.   | 9.    | 18.   | 10.   | 8.    |       | 19.   |       |
| Europameisterschaften          |       | 16.   | 10.   | 4.    | 8.    | 4.    | 3.    | 4.    | 5.    | 10.   | 12.   | 8.    | 7.    | 7.    |       | 10.   |
| Juniorenweltmeisterschaften    | 16.   | 5.    | 2.    |       |       |       |       |       |       |       |       |       |       |       |       |       |
| Tschechische Meisterschaften   |       | 2.    |       | 1.    | 2.    | 2.    |       | 2.    | 1.    | 1.    |       |       |       | 1.    |       |       |
| Grand-Prix-Wettbewerb / Saison | 06/07 | 07/08 | 08/09 | 09/10 | 10/11 | 11/12 | 12/13 | 13/14 | 14/15 | 15/16 | 16/17 | 17/18 | 18/19 | 19/20 | 20/21 | 21/22 |
| Grand-Prix-Finale              |       |       |       |       |       | 6.    |       |       |       |       |       |       | 4.    |       |       |       |
| Skate America                  |       |       |       |       |       | 1.    | 6.    |       |       |       |       |       | 2.    | 11.   |       | 6.    |
| Skate Canada                   |       |       |       | 4.    |       |       |       | 4.    | 7.    | 8.    | 4.    | 6.    |       |       |       |       |
| Cup of Russia                  |       |       |       |       |       | 4.    | 3.    |       | 3.    |       |       |       |       | 9.    |       | 10.   |
| Trophée Eric Bompard           |       |       |       |       | Z     | 3.    |       | 5.    |       |       |       |       |       |       |       |       |
| GP of Finland                  |       |       |       |       |       |       |       |       |       |       |       |       | 2.    |       |       |       |
| NHK Trophy                     |       |       |       | 3.    |       |       |       |       |       | 7.    |       | 9.    |       |       |       |       |
| Cup of China                   |       |       |       |       | Z     |       |       |       |       |       | 10.   |       |       |       |       |       |

Z = Zurückgezogen